# Argostemma rotundicalyx
Argostemma rotundicalyx là một loài thực vật có hoa trong họ Thiến thảo. Loài này được Sridith mô tả khoa học đầu tiên năm 1999.